# 立陶宛猶太人

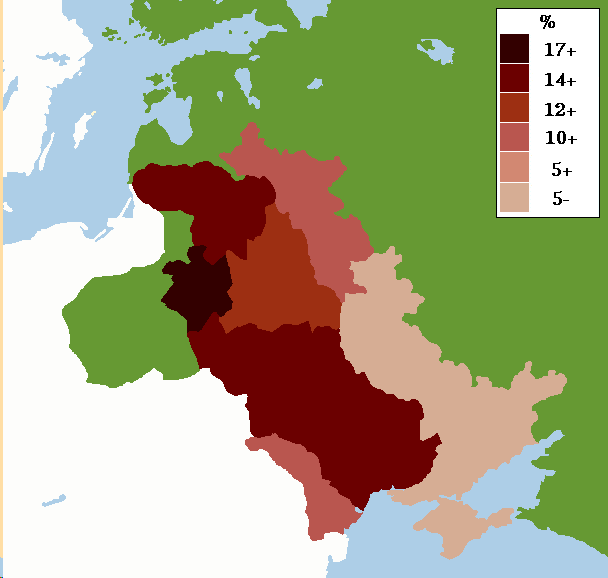
1905年俄羅斯帝國柵欄區的猶太人口比例

立陶宛猶太人（意第緒語：‎，希伯來語：‎，羅馬化：Lita'im）是居住在立陶宛大公國領土境內的猶太人，散布在今日的立陶宛、白俄羅斯、拉脫維亞、波蘭、俄羅斯與烏克蘭等國中，有時可泛指信奉哈雷迪猶太教、遵循立陶宛猶太習俗的各族裔阿什肯納茲猶太人。立陶宛猶太人居住的地區在意第緒語稱為‎（Lite），猶太人族群則稱為‎（Lita'im）。
立陶宛歷史上曾有相當規模的猶太族群，但大多在二戰時的猶太人大屠殺中遇害。二戰前立陶宛猶太人約有16萬人，佔立陶宛人口的7%，維爾紐斯則有約10萬名猶太人，佔全市人口約45%，僅維爾紐斯一地就有超過110座猶太教堂與10座講授猶太經典的葉史瓦。德國入侵波蘭後又有一萬多名猶太人從波蘭遷入立陶宛避難，1941年德國入侵前立陶宛猶太人已超過20萬人，佔總人口約10%。二戰結束時立陶宛約21萬名猶太人中有近95%（19萬至19.5萬人）被屠殺，猶太社群幾乎被徹底摧毀:218–219:161。據2005年人口統計，立陶宛的猶太人僅有約2,000人。